# Departamento de Transporte de Dakota del Norte
El Departamento de Transporte de Dakota del Norte (en inglés: North Dakota Department of Transportation, NDDOT) es la agencia estatal gubernamental encargada en la construcción y mantenimiento de toda la infraestructura ferroviaria, carreteras estatales; así como sus autopistas federales, locales e interestatales, y transporte aéreo del estado de Dakota del Norte. La sede de la agencia se encuentra ubicada en Bismarck, Dakota del Norte y su actual director es Francis Ziegler.